# Adolfo Cappelletti
Pas d'image ? Cliquez ici

a Compétitions nationales et continentales officielles uniquement.

b Matchs officiels uniquement.
Dernière mise à jour le 14 octobre 2019.
Adolfo Cappelletti est né le 1er juillet 1954 en Argentine. C'est un joueur de rugby à XV, qui a joué en équipe d'Argentine, évoluant au poste d'ailier.

## Carrière de joueur

### En club
- Banco Nación (Buenos Aires)  Argentine

### Enéquipe d'Argentine
Il a honoré sa première cape internationale le 25 juin 1977 pour une défaite 26-3 contre l'Équipe de France de rugby à XV, et sa dernière le 6 juin 1981 pour une défaite 12-6 à Buenos Aires contre l'Angleterre.

## Palmarès

### Enéquipe d'Argentine
- 13 sélections en équipe d'Argentine entre 1977 et 1981
- 20 points marqués (5 essais)
- Sélections par saison : 2 en 1977, 2 en 1978, 4 en 1979, 3 en 1980, 2 en 1981.